# Skalna Brama (Góry Izerskie)
Skalna Brama – grupa skalna w południowo-zachodniej Polsce, w Sudetach Zachodnich, Górach Izerskich, na Wysokim Grzbiecie Izerskim, na wzniesieniu Zwalisko, na wysokości ok. 1040 m n.p.m.

## Położenie
Skalna Brama położona w Sudetach Zachodnich, w środkowo-wschodniej części Gór Izerskich, we wschodniej części Wysokiego Grzbietu Izerskiego, na wierzchołku wzniesienia Zwalisko, między Rozdrożem pod Zwaliskiem po wschodniej stronie, a grupą skalną Wieczorny Zamek po zachodniej stronie, około 1,8 km na południowy wschód od Rozdroża Izerskiego. 
Skalna Brama stanowi jedną z mniejszych grup skał położonych na wierzchołku wzniesienia Zwalisko, na którym na przestrzeni kilkuset metrów znajduje się kilka grup skalnych, m.in.: Wieczorny Zamek, Skarbki. Grupę tworzą skały zbudowane z warstwowych hornfelsów z soczewkowatymi żyłami kwarcu. Skały Skalnej Bramy są położone w obrębie bloku karkonosko-izerskiego, w strefie kontaktu granitoidowego masywu karkonoskiego oraz starszego metamorfiku izerskiego. Skały swą nazwę zawdzięczają legendom, według których skały stanowiły bramę do bogactw ziemi ukrytych w Zwalisku. Poniżej, na południowym zboczu Zwaliska (na wys. ok. 940 m n.p.m.) znajduje się grupa skalna – Skalny Dom.

## Turystyka
Przez skały Skalnej Bramy prowadzą szlaki turystyczne:
- czerwony - Główny Szlak Sudecki im. M. Orłowicza prowadzący z Rozdroża pod Kopą do Wodospadu Kamieńczyka (przez Szklarską Porębę Huta)
- niebieski - prowadzący z Izerskiej przez Rozdroże pod Cichą Równią do Szklarskiej Poręby Dolnej.
- zielony - prowadzący z Przełęczy Szklarskiej przez Rozdroże pod Cichą Równią do Rozdroża Izerskiego.

- Ze skałek roztacza się rozległa panorama na Góry Izerskie i Karkonosze. Na zachodzie po stronie czeskiej przy sprzyjającej pogodzie widoczny jest szczyt Izery.